# Patrícia Font Marbán
Patrícia Font Marbán (Maó, 12 de setembre de 1975) és una política menorquina, diputada al Parlament de les Illes Balears en la IX legislatura.
Llicenciada en Història de l'Art i Documentació per la Universitat de Barcelona —de la ciutat on va viure tretze anys— i per la Universitat Oberta de Catalunya, respectivament.☃☃ Treballa com a bibliotecària a la Biblioteca Rubió de Maó, escriu alguns articles al suplement "Culturàlia" del Diari Menorca i col·labora a Onda Cero. També col·labora en el bloc TV Spoiler Alert.
Fou escollida diputada com a número 2 de la llista MÉS Per Menorca a les eleccions al Parlament de les Illes Balears de 2015. És membre suplent de la Diputació Permanent del Parlament Balear.
Font es presentà com a número dos de la coalició Veus Progressistes al Congrés dels Diputats, a les eleccions del 28 d'abril de 2019.